# Ibrahima Diallo (cestista)
Ibrahima Diallo (Tivaouane, 10 dicembre 1999) è un cestista senegalese.

## Carriera
Con il Senegal ha disputato i Campionati africani del 2025.